# Arenaria minutissima
Arenaria minutissima är en nejlikväxtart som beskrevs av Karl Heinz Rechinger och Esfand. Arenaria minutissima ingår i släktet narvar, och familjen nejlikväxter. Inga underarter finns listade i Catalogue of Life.